# Modena (Illinois)
Modena és una àrea no incorporada al comtat de Stark, Illinois, Estats Units. A 5 milles (8.0 km) al nord de Wyoming. El 1861 s'hi establí una oficina de correus anomenada Modena, que va romandre en funcionament fins al 1906. La comunitat va rebre el nom de Mòdena, a Itàlia.